# Rafael Salguero
Rafael Salguero Sandoval (3 de dezembro de 1946, Cidade da Guatemala) é um ex-futebolista e atual dirigente esportivo guatemalteco. Advogado, presidiu a Federación Nacional de Fútbol de Guatemala de 1976 a 1990. Since 2006, é membro do Comitê Executivo da FIFA. Em 2011, ele foi acusado de ter recebido US$ 5 milhões em subornos para votar no Catar na eleição para sede da Copa do Mundo de 2022.